# Bailee Madison
Pour les articles homonymes, voir Madison.
Ne doit pas être confondue avec Madison Bailey
 (janvier 2019).
Si vous disposez d'ouvrages ou d'articles de référence ou si vous connaissez des sites web de qualité traitant du thème abordé ici, merci de compléter l'article en donnant les références utiles à sa vérifiabilité et en les liant à la section « Notes et références ».
Bailee Madison, née le 15 octobre 1999 à Fort Lauderdale (Floride) aux États-Unis, est une actrice, mannequin et productrice américaine.
Au cinéma elle fait tout d'abord une apparition dans Cœurs perdus. Elle joue ensuite des rôles plus important notamment dans Phoebe in Wonderland (2008) et Saving Sarah Cain (2007), et surtout dans Le Secret de Terabithia. Elle tient le rôle d'Isabelle, fille de Natalie Portman et Tobey Maguire dans le film Brothers (2009) de Jim Sheridan, remake du film éponyme danois de Susanne Bier.
Elle tient également plusieurs premiers rôles à la télévision dans les séries Un soupçon de magie, The Fosters ainsi que Trophy Wife, Once Upon a Time et dernièrement dans Pretty Little Liars: Original Sin.

## Biographie

### Enfance

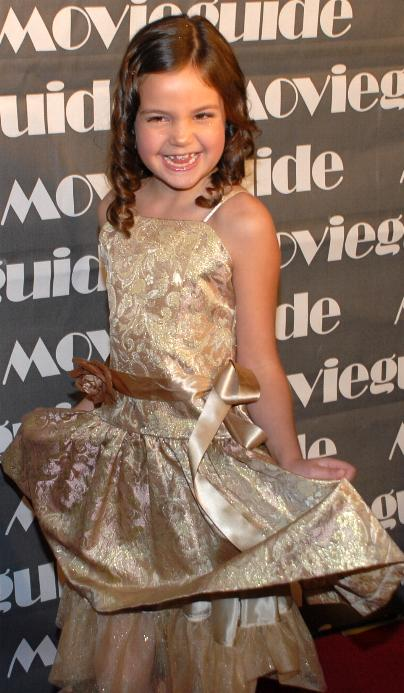
Bailee Madison au The Faith and Values Awards Gala en 2008.

Bailee Madison est la dernière d'une fratrie de sept enfants (deux sœurs et quatre frères). Sa sœur Kaitlin Riley est également actrice.

### Carrière
Elle a débuté avec Cœurs perdus, film dans lequel elle interprète Rainelle Downing, la fille de Salma Hayek et de Jared Leto. Elle s'est par la suite fait connaître en incarnant Maybelle Aarons, la sœur cadette de Josh Hutcherson dans le film Disney Le Secret de Terabithia, rôle pour lequel elle obtiendra plusieurs récompenses. Elle a ensuite joué dans le film The Last Day of Summer (en). Par la suite, elle a fait une brève apparition dans le téléfilm Merry Christmas, Drake and Josh.
En 2009, elle interprète Isabelle Cahill, fille de Natalie Portman et Tobey Maguire dans le film Brothers, performance remarquée qui lui vaut une nomination aux Saturn Award. En 2010, elle interprète Samantha Perryfield dans Letters to God (en) et la même année, elle joue dans le film Conviction  dans lequel elle interprète Hilary Swank jeune (le personnage de Betty Anne).
En 2011, elle joue un rôle récurrent dans la série Les Sorciers de Waverly Place, où elle interprète la forme féminine de Max Russo (Jake T. Austin). Elle jouera également dans les films Don't Be Afraid of the Dark aux côtés de Katie Holmes et Guy Pearce dans le rôle de Sally Hirst et Le Mytho aux côtés de Adam Sandler et de Jennifer Aniston dans le rôle de Maggie Murphy.
Egalement en 2011, elle interprète le rôle de la jeune Blanche-Neige dans la série télévisée Once Upon a Time, aux côtés de Lana Parrilla et de Barbara Hershey.
En 2014, elle interprète le rôle de Sophia Quinn, dans la série The Fosters aux côtés de Kerr Smith et Maia Mitchell. De 2015 à 2019, elle tient le rôle principal de Grace Russell aux côtés de Catherine Bell, James Denton et de Rhys Matthew Bond dans la série Un soupçon de Magie (Good Witch).
En 2021, elle tient le rôle principal avec Kevin Quinn dans la comédie musicale A Week Away réalisé par Roman White (en). Le film est sorti le 26 mars 2021 sur Netflix,.

### Vie privée
De 2016 à 2018, Bailee Madison est en couple avec Alex Lange, un acteur franco-sud-africain. Depuis 2019, elle partage la vie de l'acteur et chanteur américain Blake Richardson, membre du groupe New Hope Club,.

## Filmographie

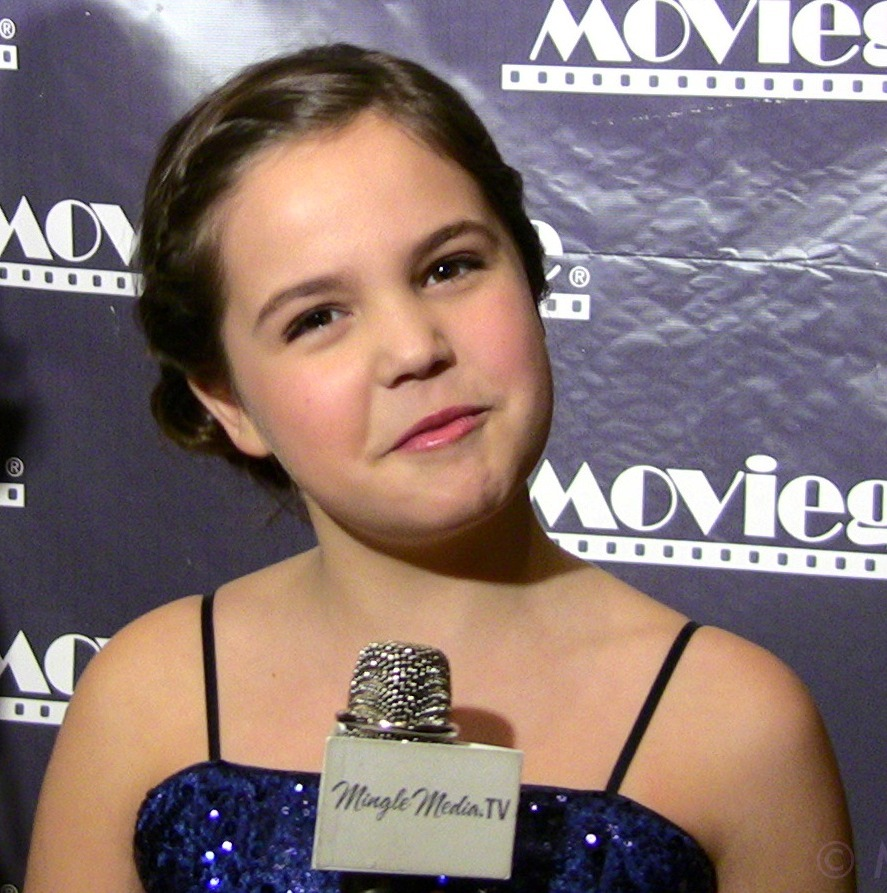
Bailee Madison en février 2011.

### Cinéma
Longs métrages
- 2006 : Cœurs perdus (Lonely Hearts) : Rainelle Downing
- 2007 : Look : Megan
- 2007 : Le Secret de Terabithia (Bridge to Terabithia) : May Belle Aarons
- 2008 : Phoebe in Wonderland de Daniel Barnz : Olivia Lichten
- 2009 : Brothers : Isabelle Cahill
- 2010 : Letters to God (en) : Samantha Perryfield
- 2010 : Conviction : Betty Anne jeune
- 2010 : An Invisible Sign : Mona jeune
- 2010 : Don't Be Afraid of the Dark : Sally Hirs
- 2011 : Le Mytho (Just Go with It) : Maggie Murphy/Kiki Dee
- 2011 : 25 Hill : Kate Slater
- 2012 : Rodeo Princess ou Cowgirls n' Angels : Ida Clayton
- 2012 : Le Choc des générations (Parental Guidance) : Harper Decker Simmons
- 2012 : Watercolor Postcards : Cotton
- 2013 : Un noël sans fin (Pete's Christmas): Katie
- 2013 : Ha/lf : Riley Young
- 2016 : The Night Before Halloween : Megane
- 2016 : Annabelle Hooper and the Ghosts of Nantucket : Annabelle Hooper / Productrice du film
- 2017 : A Cowgirl’s Story : Dusty Rhodes
- 2018 : The Strangers: Prey at Night de Johannes Roberts : Kinsey
- 2021 : A Week Away de Roman White (en) : Avery
- 2021 : A Cinderella Story Starstruck : Finley/Huck
- 2022 : Déjouer la mort (Play Dead) : Chloe
- Prochainement : The Pool : Kate
- prcohainement : 40 Dates and 40 Nights de Andy Delaney : Leah Jones

Courts métrages
- 2012 : Monica Robert Cabrera : Monica (voix)
- 2013 : The Magic Bracelet de Jon Poll : Ashley

### Télévision

#### Séries télévisées
- 2007 : Dr House : Lucy (saison 3, épisode 19)
- 2007 : Allie Singer (Unfabulous) : Allie Singer, jeune (2 épisodes)
- 2007 : Cory est dans la place : Maya (2 épisodes)
- 2007 : Les Experts : Manhattan (CSI: NY) : Rose Duncan (saison 4, épisode 6)
- 2008 : Terminator : Les Chroniques de Sarah Connor : une petite fille (saison 1, épisode 9)
- 2010 : New York, unité spéciale : Mackenzie Burton (saison 12, épisode 1)
- 2010 - 2012 : L'Heure de la peur : Lilly / Jenny / Becky
- 2011 : Chase : Zoe (saison 1, épisode 14)
- 2011 : Les Sorciers de Waverly Place : Maxine Russo (6 épisodes)
- 2011 : Powers : Calista
- 2012 - 2016 : Once Upon a Time : Blanche-Neige (jeune; 4 épisodes)
- 2013 - 2014 : Trophy Wife : Hillary Harrison (21 épisodes)
- 2013 : Holliston : Bailee (saison 2, épisode 5)
- 2013 : Un Noël sans fin (Pete's Christmas) de Nisha Ganatra : Katie
- 2014-2016 : The Fosters (série télévisée) : Sophia Quinn (personnage récurrent)
- 2015 - 2019 : Un soupçon de Magie (Good Witch) : Grace Russell (personnage principal)
- 2022 : Pretty Little Liars: Original Sin : Imogen Adams (personnage principal)
- 2023 : The Hardy Boys : Drew Darrow / Sparewell (personnage principal)
- 2024 : Good Trouble : Sophie Quinn

#### Téléfilms
- 2007 : Judy's Got a Gun : Brenna Lemen
- 2007 : Le Nouveau Monde (Saving Sarah Cain) : Hannah Cotrell
- 2007 : Le Dernier Jour de l'été (en) : Maxine
- 2008 : Merry Christmas, Drake and Josh : Mary Alice Johansson
- 2012 : Un goût de romance : Hannah Callahan
- 2012 : La Guerre des cookies (Smart Cookies) : Daisy
- 2014 : Il faut sauver Noël (en) (Northpole) : Clementine
- 2015 : Il faut sauver Noël 2 (Northpole: Open for Christmas) : Clementine
- 2016 : Coup de foudre avec une star : Heidi Watts
- 2016 : Holiday Joy - Une vie rêvée : Joy

Clips
- 2014 : Do Life Big de Jamie Grace
- 2017 : Love You So de Alex Lange
- 2019 : Foolish de Meghan Trainor
- 2019 : All The Ways de Meghan Trainor
- 2019 : Love Again de New Hope Club
- 2020 : Worse de New Hope Club
- 2022 : Call Me A Quitter de New Hope Club

## Voix françaises
En France
Modèle:Col-1
- Camille Donda[6] dans :
  - Les Sorciers de Waverly Place (série télévisée)
  - Un goût de romance (téléfilm)
  - La Guerre des cookies (téléfilm)
  - Il faut sauver Noël ! (en) (téléfilm)
  - Il faut sauver Noël ! 2 (en) (téléfilm)
  - Soupçon de magie (série télévisée)
  - Strangers: Prey at Night
  - A Week Away
  - Comme Cendrillon 6 : Graine de star (en)
- Clara Quilichini[6] dans :
  - New York, unité spéciale (série télévisée)
  - Rodeo Princess (en)
  - Once Upon a Time (série télévisée)
  - The Fosters (série télévisée)

| Et aussi - Clara Poincaré dans Le Secret de Terabithia - Karine Foviau dans Brothers - Alice Orsat dans Le Mytho - Audrey Botbol dans Don't Be Afraid of the Dark - Aaricia Dubois dans Le Choc des générations - Corinne Martin dans Un Noël sans fin (téléfilm) - Florine Orphelin dans Coup de foudre avec une star (téléfilm) - Alexia Papineschi dans Pretty Little Liars: Original Sin (série télévisée) - Marie Braam dans Play Dead - Sophie Pyronnet dans The Hardy Boys (série télévisée) |

## Distinctions

### Récompenses
- 2012 : Young Artist Award : Meilleure performance dans un film pour Le Secret de Terabithia
- 2013 : MovieGuide Awards : Meilleure actrice de télévision pour Saving Sarah Cain[réf. nécessaire]

### Nominations
- 2012 : Young Artist Award Meilleure performance dans une série télévisée pour Dr House
- 2014 : BFCA Critics' Choice Award : Meilleure jeune acteur pour Brothers
- 2016 : Saturn Award : Meilleure performance par une jeune actrice pour Brothers